# 牛街站 (云南省)
牛街站，位于云南省元谋县黄瓜园镇牛街村北，是一个成昆铁路上已撤销的铁路车站。
该站建于1970年，邮政编码为651301，在2011年撤销前为四等站，隶属昆明铁路局管辖，北上距成都站846公里，南下距昆明站254公里。